# You Make Me (Avicii-sang)
"You Make Me" er en single af den svenske DJ Avicii, som var hans anden fra debutalbummet True. "You Make me" er sunget af svenske Salem Al Fakir og Vincent Pontare, som også er kendt under navnet Vargas & Lagola. Sangen blev udgivet den 30. august 2013 via. Universal Music, og er produceret af Avicii og hans manager Arash Pournouri.

## Kommerciel succes
You Make Me har 300 millioner afspilninger på musiktjenesten Spotify, og 170 millioner afspilninger på YouTube. Sangens højeste placering på hitlisten var nummer 34, mens den i Sverige lå nummer 1. Den har i Danmark opnået Platin, med over 1,8 millioner solgte kopier.

## Hitlister
| Hitliste (2013–2014)                             | Højeste position |
| ------------------------------------------------ | ---------------- |
| Australien (ARIA)                                | 12               |
| Østrig (Ö3 Austria Top 40)                       | 7                |
| Belgien (Ultratop 50 Flanderen)                  | 20               |
| Belgien (Ultratop 50 Vallonien)                  | 26               |
| Canada (Canadian Hot 100)                        | 44               |
| Tjekkiet (Rádio Top 100)                         | 79               |
| Danmark (Track Top-40)                           | 34               |
| Finland (Suomen virallinen lista)                | 4                |
| Frankrig (SNEP)                                  | 58               |
| Tyskland (Official German Charts)                | 34               |
| Ungarn (Dance Top 40)                            | 5                |
| Ungarn (Rádiós Top 40)                           | 7                |
| Ungarn (Single Top 40)                           | 10               |
| Irland (IRMA)                                    | 10               |
| Italien (FIMI)                                   | 62               |
| Mexico Anglo Chart (Monitor Latino)              | 20               |
| Holland (Dutch Top 40)                           | 20               |
| Holland (Single Top 100)                         | 29               |
| New Zealand (RIANZ)                              | 32               |
| Norge (VG-lista)                                 | 6                |
| Polen (Dance Top 50)                             | 21               |
| Romania (Romanian Top 100)                       | 76               |
| Skotland (Official Charts Company)               | 3                |
| Spanien (PROMUSICAE)                             | 42               |
| Sverige (Sverigetopplistan)                      | 1                |
| Schweiz (Schweizer Hitparade)                    | 29               |
| Storbritannien Singles (Official Charts Company) | 5                |
| Storbritannien Dance (Official Charts Company)   | 1                |
| USA Billboard Hot 100                            | 85               |
| USA Hot Dance/Electronic Songs (Billboard)       | 11               |
| USA Dance Club Songs (Billboard)                 | 7                |

| Hitliste (2013)                           | Position |
| ----------------------------------------- | -------- |
| Hungary (Dance Top 40)                    | 38       |
| Hungary (Rádiós Top 40)                   | 72       |
| Netherlands (Dutch Top 40)                | 124      |
| Netherlands (Single Top 100)              | 89       |
| Sweden (Sverigetopplistan)                | 29       |
| UK Singles (Official Charts Company)      | 79       |
| US Hot Dance/Electronic Songs (Billboard) | 44       |
| Hitliste (2014)                           | Position |
| Hungary (Dance Top 40)                    | 38       |
| Sweden (Sverigetopplistan)                | 90       |
| US Hot Dance/Electronic Songs (Billboard) | 44       |